# جرامي سميكة الشفاه
جرامي سميكة الشفاه (الاسم العلمي: Colisa labiosus) سمكة قوية يصل طولها إلى 12 سم والذكر أكبر وأجمل الوانا من الانثى وزعنفتا الظهر والشرج طويلتان ومدببتان وعلى جسمه خطوط رأسية زرقاء وبرتقالية ولون اجسم رمادي يشبه الدوارف جرامي ولكن حجمه أكبر وجسمه أطول منه.